# 蒲桃
蒲桃，也叫做葡桃、香果、風鼓、水石榴、水葡萄、南無攆布、攘波，桃金孃科的常綠喬木。東南亞原產的果樹。海南地区有野生蒲桃，华南地区有人工栽培的蒲桃。
蒲桃可以作为防风植物栽培，果实可以食用。泰文說法又稱為「古代蓮霧」。味道聞起來像萊姆，吃起來清香微甜，屬於季節交替才會出現的水果。

## 形态

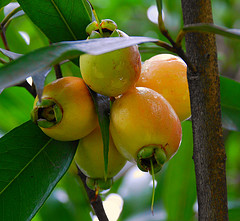

蒲桃叶披针形对生，有透明腺点；夏日开花，白色较大花，雄蕊长，多数；萼片宿存；圆球形或卵形浆果，淡绿色或淡黄色，味道香甜，有1-2粒种子。

## 外部連結
- （繁體中文）（英文） 蒲桃, Putao （页面存档备份，存于） 藥用植物圖像數據庫 (香港浸會大學中醫藥學院)